# Universitat de Leiden
La Universitat de Leiden (en neerlandès, Universiteit Leiden) és a la ciutat de Leiden i té el títol d'universitat més antiga de les Províncies Unides. Leiden és ciutat universitària des del 1575. La Universitat de Leiden, la Universitat de Göttingen i la Universitat de Berlín són reconegudes com el bressol de la llibertat acadèmica. En el Rànquing de Xangai de 2021 estava classificada la 83a del món.
La ciutat de Leiden va tenir un paper important en la Guerra dels Vuitanta Anys. El 1572, la ciutat va triar estar de part de la revolta antiespanyola. El governador dels Països Baixos, Lluís de Requesens, assetja la ciutat el 1574. El setge de Leiden va durar des del maig fins al 3 d'octubre de 1574, quan la ciutat va ser alliberada gràcies a la destrucció dels dics, possibilitant així l'accés dels bots amb provisions per als habitants de la ciutat. Després de la resistència oposada al setge, se li concedeix a la ciutat la universitat el 1575. Amb la seva fundació, el stadthouder Guillem I d'Orange-Nassau va mostrar el seu agraïment i reconeixement als pobladors de Leiden, que havien resistit el setge per part dels espanyols en nom del rei Felip II. La tradició conta que es va oferir als habitants de Leiden la possibilitat de triar entre la universitat i certa exempció d'impostos. L'alliberament de Leiden encara se celebra amb grans esdeveniments, cada 3 d'octubre. Des d'aleshores, la universitat, els estudiants i les cases d'estudiants són un factor dominant en la imatge de la ciutat.
La Universitat de Leiden és coneguda també pels seus múltiples avenços, incloent-hi la seva famosa ampolla de Leiden, un condensador fet a partir d'una ampolla de vidre, inventat a Leiden per Pieter van Musschenbroek el 1746 (en realitat, va ser inventat simultàniament per Ewald Georg von Kleist a Alemanya, però preval el nom "ampolla de Leiden").
Un altre avenç va ser la criogènia: Heike Kamerlingh Onnes (guanyador del Premi Nobel de Física a 1913) liquà heli per primera vegada (1908) i, posteriorment, va aconseguir arribar a una temperatura de menys d'un grau per sobre del zero absolut.
Albert Einstein també va passar cert temps a la Universitat de Leiden, durant els primers anys, així com cap a la meitat de la seva carrera.

## Professors il·lustres
- Willebrord Snel van Royen -Snellius- (1580 - 1626), professor de matemàtica des del 1613. Conegut principalment per la llei de Snell sobre la refracció de la llum, desenvolupà estudis en el camp de la trigonometria i la mesura de la Terra.